# Chris Phillips
Christopher „Chris“ Phillips (* 8. März 1978 in Calgary, Alberta) ist ein ehemaliger kanadischer Eishockeyspieler. Der Verteidiger verbrachte seine gesamte Karriere bei den Ottawa Senators in der National Hockey League und hält mit 1179 Einsätzen deren Franchise-Rekord für die meisten absolvierten Spiele. Zudem wird seine Trikotnummer 4 in Ottawa seit Februar 2020 nicht mehr vergeben. Mit der kanadischen Nationalmannschaft gewann der Gesamterste des NHL Entry Draft 1996 jeweils eine Silbermedaille bei den Weltmeisterschaften 2005 und 2009.

## Karriere

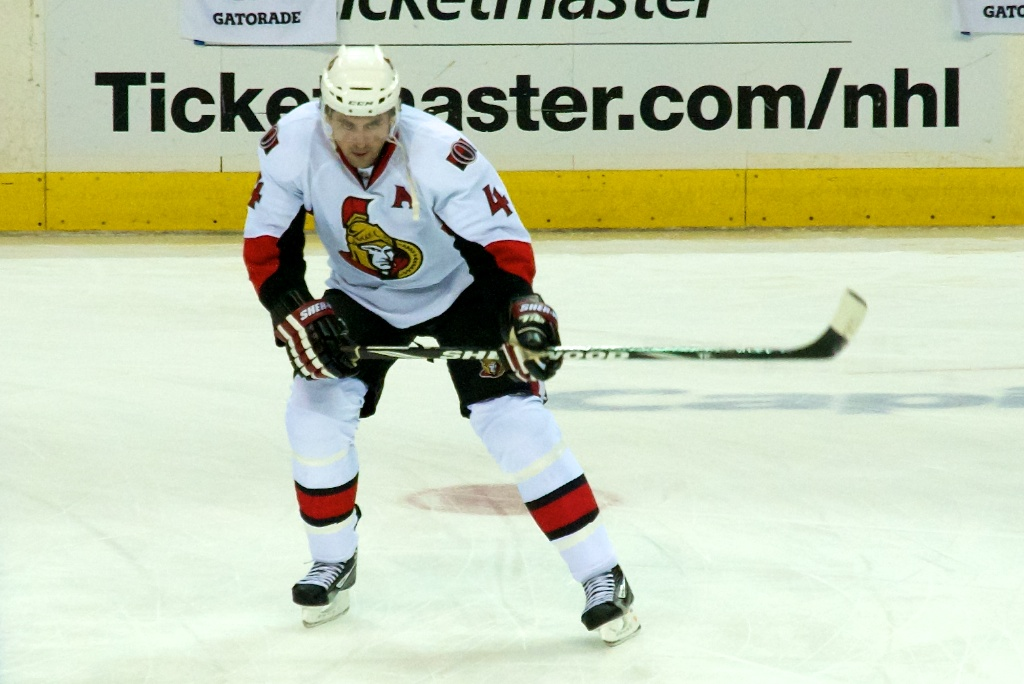
Phillips im Trikot der Ottawa Senators

Phillips begann seine Karriere in Fort McMurray und wechselte als Junior in die Western Hockey League (WHL) zu den Prince Albert Raiders. Nach einer erfolgreichen Saison, die mit Gold bei der Junioren-Weltmeisterschaft noch aufgewertet wurde, nutzten die Ottawa Senators ihren gesamterstes Draftrecht beim NHL Entry Draft 1996 um Phillips zu verpflichten. Er blieb noch ein Jahr in der WHL und wechselte im Lauf der Saison zu den Lethbridge Hurricanes, mit denen er die Finals um den Memorial Cup erreichte. Dort unterlagen die Hurricanes jedoch den Hull Olympiques. Erfolgreicher war er mit dem kanadischen Junioren Nationalteam, mit der er den Weltmeistertitel verteidigen konnte.
Die Senators holten Phillips zur Saison 1997/98 in die NHL. Hier hatte er anfangs Schwierigkeiten, sein Spiel auf das neue Niveau anzupassen. Dennoch sicherte sich Phillips einen Stammplatz in der NHL, schaffte es jedoch nicht zum Starspieler. Die Streiksaison 2004/05 verbrachte er in Schweden bei Brynäs IF und kehrte danach wieder nach Ottawa zurück.
Während der Saison 2014/15 erhöhte Phillips seine Gesamtzahl an NHL-Einsätzen auf 1179, überholte damit Daniel Alfredsson um ein Spiel und ist somit neuer Rekordspieler der Senators. Nachdem er die gesamte folgende Spielzeit 2015/16 aufgrund einer Rückenverletzung ausgefallen war, gab er im Mai 2016 das Ende seiner aktiven Karriere bekannt. Dabei verblieb Phillips allerdings bei den Senators und übernahm eine Position im Management.
Im Februar 2020 sperrten die Ottawa Senators seine Trikotnummer 4.

## Erfolge und Auszeichnungen
| - 1996 Jim Piggott Memorial Trophy - 1996 CHL Top Draft Prospect Award - 1997 Bill Hunter Memorial Trophy | - 1997 President’s-Cup-Gewinn mit den Lethbridge Hurricanes - 2020 Sperrung der Trikotnummer 4 durch die Ottawa Senators |

### International
- 1996 Goldmedaille bei der Junioren-Weltmeisterschaft
- 1997 Goldmedaille bei der Junioren-Weltmeisterschaft
- 2005 Silbermedaille bei der Weltmeisterschaft
- 2009 Silbermedaille bei der Weltmeisterschaft

## Karrierestatistik

### International
Vertrat Kanada bei:
| - Junioren-Weltmeisterschaft 1996 - Junioren-Weltmeisterschaft 1997 - Weltmeisterschaft 1999 | - Weltmeisterschaft 2005 - Weltmeisterschaft 2009 |

(Legende zur Spielerstatistik: Sp oder GP = absolvierte Spiele; T oder G = erzielte Tore; V oder A = erzielte Assists; Pkt oder Pts = erzielte Scorerpunkte; SM oder PIM = erhaltene Strafminuten; +/− = Plus/Minus-Bilanz; PP = erzielte Überzahltore; SH = erzielte Unterzahltore; GW = erzielte Siegtore; 1 Play-downs/Relegation; Kursiv: Statistik nicht vollständig)